# Monterey AVA
Monterey AVA (anerkannt seit dem 15. Juni 1984) ist ein Weinbaugebiet im US-Bundesstaat Kalifornien. Das Gebiet liegt im östlichen Teil des Verwaltungsgebiet Monterey County und ist Teil der übergeordneten Central Coast AVA. Das Gebiet erstreckt sich über die Täler Carmel Valley und Salinas Valley und umfasst mittlerweile 7 Subzonen. Durch die Öffnung zur Monterey Bay profitiert das Gebiet von der kühlenden Wirkung der Nebel und Meeresbriesen des Pazifik und die Tagestemperaturen übersteigen nur selten die Marke von 24 °C. Die Wachstumsperiode für die Reben ist jedoch außergewöhnlich lang. Der sandige Boden muss in der Regel mit dem Wasser des Salinas River bewässert werden.